# John Runk
John Runk (* 3. Juli 1791 in Milltown, Hunterdon County, New Jersey; † 22. September 1872 in Lambertville, New Jersey) war ein US-amerikanischer Politiker. Zwischen 1845 und 1847 vertrat er den Bundesstaat New Jersey im US-Repräsentantenhaus.

## Werdegang
John Runk besuchte die öffentlichen Schulen seiner Heimat und leitete danach in Milltown die Mühlen und den Laden seines Vaters. Gleichzeitig begann er eine politische Laufbahn. Zwischen 1825 und 1833 saß er im Kreisrat des Hunterdon County. Dort war er zwischen 1836 und 1838 als High Sheriff auch Polizeichef. Politisch war Runk Mitglied der Whig Party. Bei den Kongresswahlen des Jahres 1844 wurde er im dritten Wahlbezirk von New Jersey in das US-Repräsentantenhaus in Washington, D.C. gewählt, wo er am 4. März 1845 die Nachfolge von Isaac G. Farlee antrat. Da er im Jahr 1846 nicht bestätigt wurde, konnte er bis zum 3. März 1847 nur eine Legislaturperiode im Kongress absolvieren. Diese war von den Ereignissen des Mexikanisch-Amerikanischen Krieges geprägt.
Im Jahr 1850 kandidierte John Runk für das Amt des Gouverneurs von New Jersey, unterlag aber dem Demokraten George Franklin Fort mit 46:54 Prozent der Stimmen. 1854 zog er nach Lambertville, wo er seine früheren Tätigkeiten im Mühlengeschäft und im Handel wieder aufnahm. Politisch ist er nicht mehr in Erscheinung getreten. Er starb am 22. September 1872 in Lambertville.